# Corvus Corax (band)

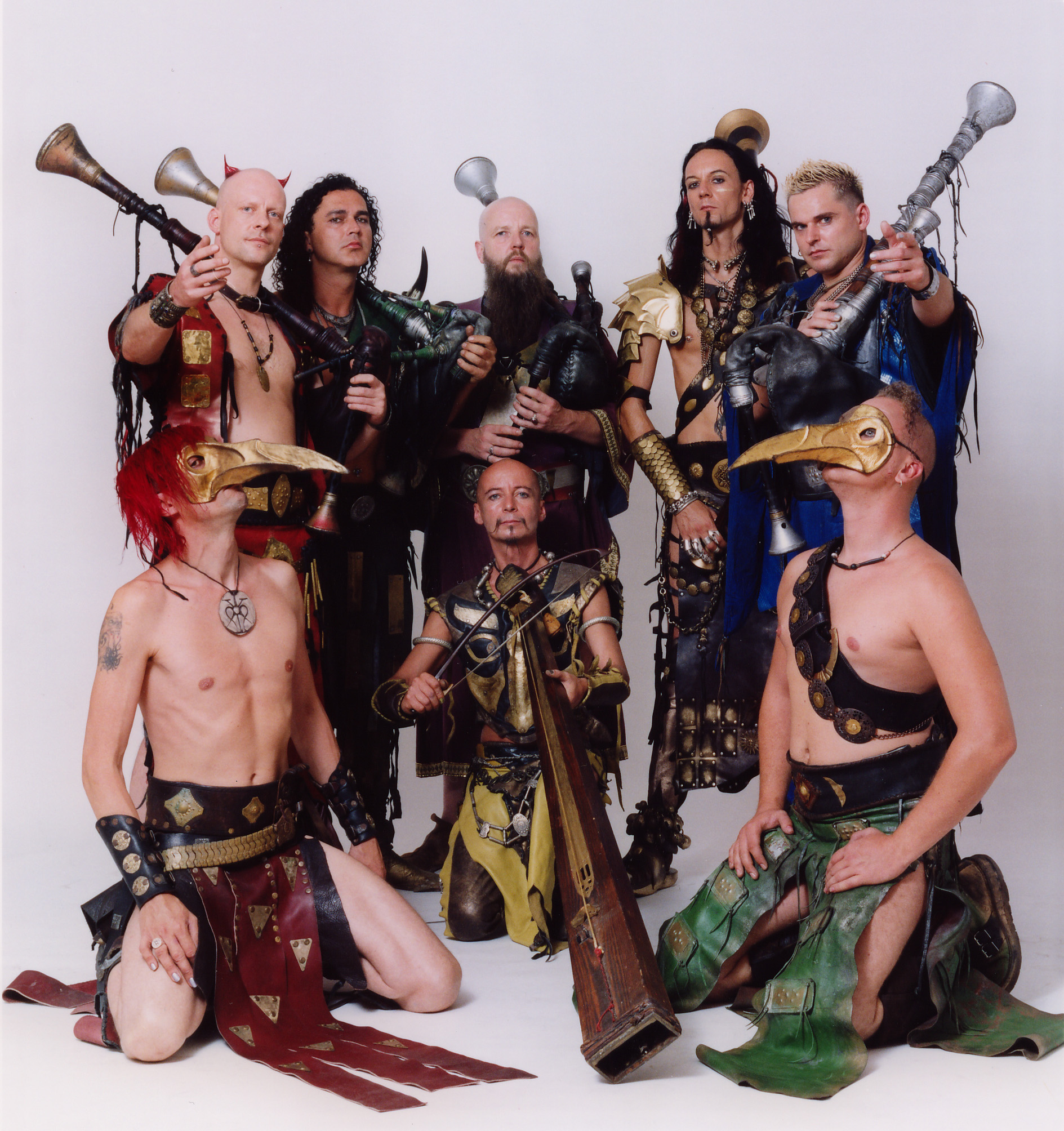
Corvus Corax, van links naar rechts:
staand: Teufel, Castus Rabensang, Meister Selbfried, Ardor vom Venushügel, Venustus;
zittend: Harmann der Drescher, Hatz, Patrick der Kalauer

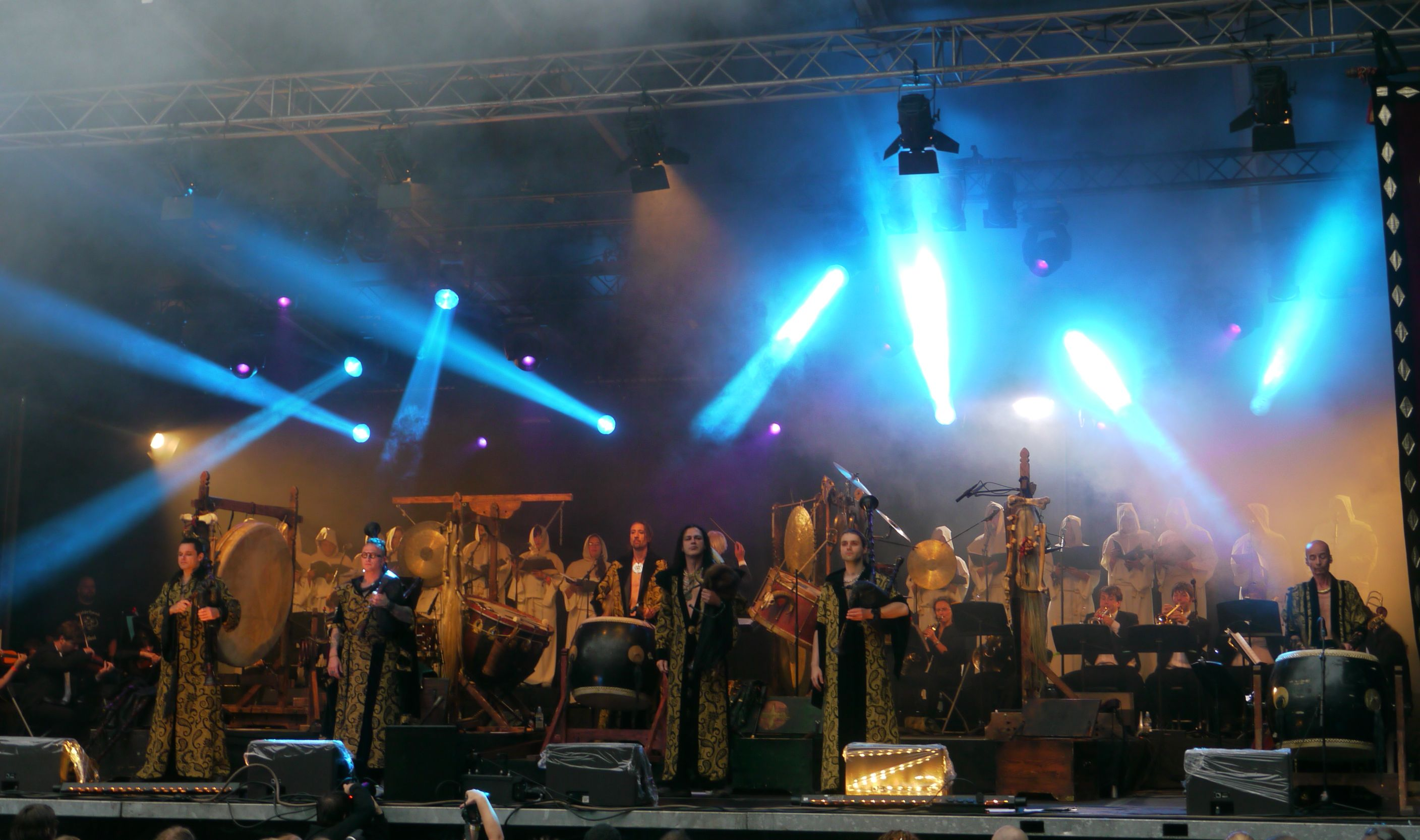
Corvus Corax, tijdens het openingsconcert van Castlefest te Lisse, 4 aug 2011

Corvus Corax is een Duitse muziekgroep die middeleeuwse muziek brengt, daarbij gebruikmakend van een verzameling authentieke instrumenten, zoals het schalmei, klaroen, slagwerk en diverse doedelzakken. Corvus corax is de Latijnse naam voor de raaf, een vogel met mystieke connotaties die door de eeuwen heen een grote rol heeft gespeeld in diverse fabels, sagen en andere volksverhalen.
De groep werd in december 1989 opgericht door Castus en Venustus. Oorspronkelijk begonnen ze als duo, maar vanaf (2007) bestaat de groep uit acht leden. Ze maken gebruik van authentieke instrumenten, waarvan velen door bandlid Venustus op ambachtelijke wijze worden gebouwd. De band staat bekend om haar uitbundige live-optredens en de bizarre, extravagante klederdracht, uiterlijk en het behangen zijn met diverse ornamenten. Ze zijn mede verantwoordelijk voor het opnieuw populair maken van dit muziekgenre en zijn een van de belangrijkste vertegenwoordigers ervan. Behalve in Duitsland, genieten ze ook in het buitenland een groeiende populariteit. Een aantal bandleden is ook lid van Tanzwut, die vergelijkbare muziek op een moderne, elektrisch ondersteunde wijze brengt.

## Bezetting

### Huidige bandleden
- Castus Rabensang (sinds 1989): Doedelzak, biniou, schalmei, bombarde, cister, drumscheid, draailier. Tevens lid van Tanzwut.
- Venustus Olere (Wim) (sinds 1989): Doedelzak, schalmei, cornet. Tevens lid van K.D.A. en Tanzwut.
- Hatz (sinds 1997): Slagwerk. Tevens lid van K.D.A. en Tanzwut
- Harmann der Drescher (Norri) (sinds 2000): Slagwerk. Tevens lid van K.D.A. en Tanzwut.
- Pan Peter (sinds 2009): Doedelzak, schalmei
- Vit (sinds 2010): Doedelzak, schalmei
- Steve the Machine (sinds 2011): Slagwerk, percussie

### Voormalige bandleden
- Meister Selbfried (1990-2005).
- Der heilige St. Brandanarius: Nu bij Cultus Ferox.
- Strahli: Nu bij Cultus Ferox.
- Donar von Avignon: Nu bij Cultus Ferox.
- Jordon Finus
- Tritonus der Teufel
- Ardor vom Venushügel
- Der Kalauer (Patrick)

## Discografie

### Studio-albums
- 1988: Tempi Antiquii
- 1989 - Ante Casu Peccati
- 1991 - Congregatio
- 1993 - Inter Deum Et Diabolum Semper Musica Est
- 1994 - Corvus Corax erzählen Märchen aus alter Zeit
- 1995 - Tritonus
- 1996 - Corpus (Corvus Corax feat. Maximize; MCD/12")
- 1998 - Viator
- 1999 - Tempi Antiqui (Een verzameling opnamen uit de periode 1988-1991)
- 2000 - MM (Gelimiteerd tot 2000 exemplaren)
- 2000 - Mille Anni Passi Sunt
- 2002 - In Electronica (Remixe)
- 2002 - Seikilos
- 2005 - Cantus Buranus
- 2005 - Dulcissima (promo)
- 2006 - Venus Vina Musica
- 2007 - Kaltenberg Anno MMVII (compilatie)
- 2008 - Cantus Buranus II
- 2008 - Cantus Buranus – Orgelwerk
- 2010 - Kaltenberg Anno MMX
- 2011 - In Veritas Buranda

### Live-albums
- 1998 - Live auf dem Wäscherschloß
- 2003 - Gaudia Vite Live
- 2006 - Cantus Buranus - Live in Berlin
- 2009 - Corvus Corax - Live in Berlin
- 2010 - Cantus Buranus - Live in München
- 2015 - Live 2015 (auf dem Trolls & Légendes Festival)

### Singles
- 1996 - Tanzwut
- 2003 - Hymnus Cantica (feat. Tanzwut)

### VHS
- 1999: Backstage

### DVDs
- 2003 - Gaudia Vite Live (CD+DVD)
- 2005 - Cantus Buranus (CD+DVD)
- 2006 - Cantus Buranus - Live in Berlin (CD+DVD)
- 2009 - Corvus Corax - Live in Berlin (2 CD+DVD)
- 2010 - Cantus Buranus - Live in München (2 CD+DVD)